# Tariq Ramadan
Tariq Ramadan (født 26. august 1962 i Geneve) er en schweizisk muslimsk teolog, forfatter, debattør og akademiker. Han er professor i orientalske studier ved University of Oxford, hvor han beskæftiger sig med moderne islam og Europas muslimske befolkninger. Han er en frontfigur i bevægelsen for europæisk islam eller euroislam, en ny variant af islam. Denne "ny" form for islam bør afspejle europæiske kulturnormer og lovgivning, men også Koranen, der må nyfortolkes i en europæisk sammenhæng.

## Biografi
Tariq Ramadan er barnebarn af Hassan Al Banna, der i 1928 grundlagde ”Det Muslimske Broderskab” i Egypten, og grandnevø til den liberale muslimske reformator Gamal al-Banna. Hans far Said Ramadan var et fremtrædende medlem af det ægyptiske muslimske broderskab og blev af samme grund sendt i eksil af Egyptens præsident Gamal Abdel Nasser. Derfor slog familien sig ned i Schweiz, hvor Tariq er født.
Ramadan har studeret fransk litteratur, vestlig filosofi, arabisk og islam-studier ved Université de Genève, hvor han har skrevet en ph.d.-afhandling om Friedrich Nietzsche. Han har undervist på flere universiteter i Europa, blandt andet i Geneve, Fribourg og Rotterdam, inden han i 2009 blev professor i Oxford. Han har bl.a. været rådgiver for EU og for den engelske regering i spørgsmål om religionens rolle i samfundet. Ramadan er formand for European Muslim Network, en Bruxelles-baseret tænketank, der diskuterer europæiske muslimske spørgsmål.
Det amerikanske nyhedsmagasin Time Magazine udnævnte ham i 2004 til en af verdens 100 mest indflydelsesrige mennesker, og han optrådte på tidsskriftet Foreign Policy's top-100-liste over globale tænkere i 2008, 2009, 2010 og 2012.

### Den amerikanske visumsag
I 2004 blev Ramadan nægtet visum til USA, hvor han var blevet udnævnt til professor ved University of Notre Dame i South Bend i Indiana. Afvisningen skete med henvisning til paragraffen om "ideologisk udelukkelse" i den amerikanske USA PATRIOT Act. Som følge heraf måtte Ramadan opgive professoratet. I 2006 fik Ramadan igen afvist en visum-ansøgning til USA med henvisning til, at han havde givet støtte til en terroristorganisation. Ramadan havde nemlig i perioden 1998-2002 givet $ 940 til to palæstinensiske velgørenhedsorganisationer, der i 2003 af den amerikanske regering blev sat i forbindelse med det palæstinensiske politiske parti Hamas, der af EU og USA officielt opfattes som en terroristorganisation. Ramadan svarede i en artikel i Washington Post med at spørge, hvordan han skulle kende organisationernes angivelige forbindelse til Hamas, inden den amerikanske regering selv gjorde det? To amerikanske borgerrettighedsgrupper tog Ramadans sag op ved domstolene, og i 2009 dømte den amerikanske appeldomstol, at den amerikanske regerings fremgangsmåde i visumsagen ikke havde været berettiget. I januar 2010 ophævede det amerikanske udenrigsministerium derpå indrejseforbuddet, og i april 2010 kunne Ramadan for første gang tale ved et offentligt møde i New York siden visumsagens begyndelse. Emnet var en paneldiskussion om, i hvilket omfang vestlige regeringer skal imødekomme deres muslimske befolkningsgrupper.

## Synspunkter
Ramadan beskæftiger sig først og fremmest med islamisk teologi og de muslimske mindretal i vestlige lande. Overordnet opfordrer han til fortolkninger af Koranen frem for simpel tekstlæsning for at forstå meningen og praktisere islamisk filosofi. Han understreger også forskellen mellem religion og kultur, som han mener ofte bliver forvekslet, og fremhæver, at statsborgerskab og religion er adskilte begreber, som ikke bør blandes sammen. Ramadan fastslår, at der ikke er nogen modsætning mellem at være muslim og europæer, og at en muslim skal anerkende lovene i det land, han bor i.
Han mener, at vestlige muslimer må skabe en "vestlig islam" på samme måde, som der eksisterer en særlig "asiatisk islam" og en "afrikansk islam", som tager hensyn til kulturelle forskelle. Hermed mener han, at europæiske muslimer må genlæse de grundlæggende islamiske tekster (især Koranen) og fortolke dem i lyset af deres egen nuværende kulturelle baggrund.
Han understreger muslimernes ansvar over for det samfund, de lever i, hvad enten det er muslimsk eller ikke. Han kritiserer den "os mod dem"-mentaliteten, som nogle muslimer anbefaler i forhold til Vesten. Han er også fortaler for muslimske lærde i Vesten, som har forstand på vestlig levevis og ikke baserer sig på religiøse studier, som udelukkende stammer fra den muslimske verden. Han ønsker derfor mere islamisk filosofi, der er skrevet på vestlige sprog.
Han vurderer, at de fleste muslimer i vesten stille og roligt bliver integreret succesfuldt i deres samfund, og at de største problemer for integrationen kommer fra dem, der ikke har tilstrækkeligt kendskab til de vestlige samfund.
Han er også bekymret for vestlige opfattelser af islam. Han mener, at det muslimske samfund har været dårligt repræsenteret, og at dette har medført, at mange i vesten forveksler islam med kulturelt betingede holdninger såvel som politiske problemer. Han mener også, at mange officielt muslimske lande har regeringer, som overtræder islams principper. Han mener, at de muslimske ledere i Europa har været for defensive og derfor er delvis ansvarlige for det til tider skrøbelige forhold mellem muslimer og resten af samfundet.
Ramadan har udtrykt sin modstand mod alle former for dødsstraf, men mener, at den muslimske verden bør afskaffe sådanne love af sig selv uden vestligt pres, da et sådant pres kun vil skabe muslimsk modstand og i stedet styrke dem, der ønsker at fastholde sådanne straffe. Han har fordømt selvmordsbomber og vold som middel til at opnå sine mål, og pointerer, at terrorisme aldrig kan retfærdiggøres, selvom baggrunden for den somme tider er forståelig.

## Kritik
Ramadan er persona non grata i Tunesien, Libyen, Syrien, Saudi-Arabien og Egypten på grund af sin kritik af Mellemøstens udemokratiske regimer. Samtidig er han blevet udsat for stor kritik af religiøse autoriteter fra Mellemøsten, der beskylder ham for at udvande islam i forsøget på at behage et vestligt publikum. I Vesten er han blevet kritiseret for det modsatte, nemlig for at være for konservativ og ekstremistisk.
Bl.a. har den franske feminist Caroline Fourest i 2004 skrevet en bog "Frère Tariq" om Tariq Ramadan, hvor hun beskylder Ramadan for at tale med to tunger, sådan at han siger én ting til sine muslimske tilhængere og noget helt andet til sit vestlige publikum. Hun mener også, at Ramadan læner sig for meget op af sin bedstefar Hassan al Bannas synspunkter. Andre kritikere har anklaget Ramadan for antisemitiske udtalelser.
Tariq Ramadan blev i oktober 2017 anklaget af adskillige af sine kvindelige elever, disciple og tilhængere for voldtægt, ydmygelser og trusler, og en politisag blev åbnet imod ham. I den anledning mente Ramadan, at både kvindernes anmeldelser, tiltalen for voldtægt, varetægtsfængslingen og mediernes omtale af sagen mod ham var udtryk for ”statsracisme”, og sammenlignede sin egen sag med Dreyfus-affæren. Han gav udtryk således: ”Er der ikke en lighed mellem Dreyfus-affæren og Ramadan-affæren? Ingen kan benægte den antimuslimske racisme, som har bidt sig fast i dette land (Frankrig), og som dagligt næres af politikere og journalister. Dreyfus, som i går var jøde, er i dag muslim”. Denne sammenligning vakte indignation både hos franske og også muslimske kredser. Bl.a. omtalte redaktør Laurent Joffrin i sit dagblad, Libération, Ramadans beskyldninger for at være latterlige, og uddybede: ”Dreyfus blev uskyldigt dømt på falske beviser og sendt i tugthuset. Ramadan er tiltalt, men ikke dømt, og hvis han bliver dømt, er det på grund af beviser, ikke på grund af hans religion”. Efter at Ramadan havde benægtet overhovedet at kende kvinderne i første omgang, ændrede Ramadan forklaringen, og hævdede bagefter, at de var hans elskerinder. Denne indrømmelse blev ikke modtaget godt hos de franske muslimer, som var vant til at høre ham forsvare en streng seksualmoral.

## Udvalgte engelsksprogede bøger af Tariq Ramadan
- Arab Awakening, 2012. ISBN 978-1-84-614650-3
- The Quest for Meaning: Developing A Philosophy of Pluralism, 2010. ISBN 978-0-14-191957-7
- What I Believe, 2009. ISBN 978-0-19-538785-8
- Radical Reform: Islamic Ethics and Liberation, 2009. ISBN 978-0-19-533171-4
- In the Footsteps of the Prophet: Lessons from the Life of Muhammad, 2007. ISBN 978-0-19-530880-8
- Western Muslims and the future of Islam, 2004. ISBN 0-19-517111-X
- Islam, the West, and the Challenge of Modernity, 2001. ISBN 0-86037-311-8
- To Be a European Muslim, 1999. ISBN 0-86037-300-2